# Pervagor aspricaudus
Pervagor aspricaudus es una especie de peces de la familia Monacanthidae en el orden de los Tetraodontiformes.

## Morfología
Los machos pueden llegar alcanzar los 13 cm de longitud total.

## Hábitat
Es un pez de mar de clima tropical y asociado a los  arrecifes de coral que vive entre 1-25 m de profundidad.

## Distribución geográfica
Se encuentra en Mauricio, el sur del Japón y de Taiwán, Australia, Nueva Caledonia, las Islas Marshall, las Hawaii  y Tonga.

## Observaciones
Es inofensivo para los humanos.